# École de l'aviation légère de l'Armée de terre
A École de l'aviation légère de l'Armée de terre, em português: Escola da Aviação Ligeira do Exército, é uma escola do exército francês responsável pela instrução de pilotos de helicópteros de aviação ligeira do exército. Está localizada em dois sítios em Le Cannet-des-Maures (base "General Lejay") e Dax (base "General Navelet").
A escola também é responsável pela qualificação de voos por instrumentos para pilotos da Força Aérea e da Marinha Francesa.
Um de seus componentes é binacional, a Escola Franco-Alemã de Treinamento de Tripulações de Helicóptero Tigre.
No total, 15.000 horas de voo por ano são executadas por suas aeronaves, em benefício do treinamento de pilotos, mas também como parte da operação de Héphaïstos (combate a incêndios florestais), que a cada verão permite o transporte por helicópteros de homens da unidade de segurança civil UIISC 7 em certas áreas inacessíveis por estrada.

## História
Assim como a Aviation Légère de l'Armée de Terre (ALAT), que vem da observação de artilharia de aviação ligeira (ALOA), a escola é herdeira da escola de especialização em observação de artilharia de aviação ligeira (ES ALOA) criada em maio de 1953, ela próprio fundada a partir do CPOA (Curso Prático de Observação Aérea), criado em outubro de 1945.
- 1 de maio de 1957: criação da escola de especialização em aviação ligeira do Exército (ES ALAT) em Mainz, na Alemanha Ocidental, com destacamento nesse mesmo país em Finthen e outro na França em Satory nas Yvelines.
- 1 de agosto de 1957: criação da Escola de Aplicação de Aviação Ligeira do Exército (EA ALAT) em Satory, fundindo o esquadrão de treinamento em helicópteros Vertol H-21 de Cannet-des-Maures e o apêndice do ES ALAT.
- 1 de outubro de 1957: a escola de aplicação foi transferida para Sidi-Bel-Abbès (Argélia Francesa).
- 3 de julho de 1959: repatriamento completo de ES ALAT para Dax (Landes).
- 19 de março de 1963: EA ALAT retorna a França Continental na cidade de Cannet-des-Maures.
- 1 de julho de 1994: unificação das duas bases escolares sob o nome único: EAALAT.
- 1 de agosto de 2009: renomeação da escola de aviação ligeira do Exército (EALAT).
- 1 de julho de 2003: criação da escola franco-alemã Tigre.
- 1 de julho de 2010: criação do centro de treinamento conjunto NH90 (CFIA)
- 2 de fevereiro de 2018: Dois helicópteros Gazelle da escola colidem em voo, matando os cinco oficiais a bordo.[5]

## Unidades[6]

### Base da escola - 6º Regimento de Helicópteros de Combate
Após o treinamento na escola militar especial de Saint-Cyr, os novos oficiais que escolheram a aviação leve do Exército como arma, ingressam no local da escola ALAT, localizado na base da escola "General Navelet" em Dax (Landes), para seguir o treinamento inicial do piloto. A eles se juntarão seus camaradas oficiais da Politécnica, Naval, Aéreo e Gendarmaria, que também escolheram se tornar pilotos de helicóptero em benefício de uma das quatro forças armadas.
Além da pilotagem básica, os alunos seguem módulos específicos: voo em altitude muito baixa, pilotagem assistida por óculos de visão noturna e voo por instrumentos no tráfego aéreo militar.
É no final dos doze a quinze meses de treinamento inicial que os alunos são certificados como “Piloto Militar de Helicópteros” e depois ingressam na base escolar “Lejay General” em Cannet-des-Maures para treinamento relacionado à escolha de o setor (manobra e assalto, apoio e destruição ou reconhecimento e ataque).
A base recebeu o nome do general Jean Navelet, comandante do ALAT, que morreu no acidente de Broussard que o transportava pela Floresta Negra (Alemanha), em 27 de junho de 1967.
No verão de 2019, ficou conhecida como a escola básica - 6º Regimento de Helicópteros de Combate.

### Base da escola - 2º Regimento de Helicópteros de Combate
A base da escola localizada em Cannet-des-Maures para treinamento por especialidade e combate. Participa no treinamento de instrutores de solo para a tripulação de cabine. Além disso, fornece treinamento contínuo para pilotos experientes (preparação operacional). A localização do local oferece aos pilotos uma ampla variedade de campos de treinamento: o Mar Mediterrâneo, as montanhas ou os platôs do meio (Valensole ou Pallières). Cerca de 20% dos voos ocorrem à noite.
A base organiza a cada dois anos em seu aeródromo militar de Luc - Le Cannet, uma reunião aérea, e em junho de 2014, comemorou os sessenta anos da ALAT.
A base recebeu o nome do General André Lejay, primeiro comandante do ALAT, do qual ele participou ativamente de sua criação em novembro de 1954.
No verão de 2019, recebeu o nome de escola básica - 2º Regimento de Helicópteros de Combate.

### École Franco-allemande de formation des équipages Tigre(EFATigre)
O EFA Tigre foi criado em 1º de julho de 2003 para preparar as futuras tripulações dos helicópteros de combate ALAT e do Exército Alemão. Os primeiros dispositivos foram atribuídos à escola em 2005, enquanto o primeiro curso de treinamento ocorreu em 2006.
Os alunos têm 65% do treinamento composto por sessões de simulador no idioma aeronáutico: inglês. O restante é composto de aulas reais de voo ministradas por instrutores da mesma nacionalidade que o aluno; de fato, os helicópteros tigre alemão e francês não possuem o mesmo sistema de armas.
Um total de 325 pessoas trabalha lá e o comando da escola alterna a cada três anos entre os dois países. O segundo em comando é de uma nacionalidade diferente da do comandante do corpo. A escola também treina pilotos espanhóis e australianos.

### Centro de Treinamento das Forças Inter-ArmasNH90(CFIA NH90)
O centro de treinamento conjunto NH90, criado em 1º de julho de 2010, é uma organização de missão conjunta (OVIA) responsável pelo treinamento de pilotos do Exército e da Marinha neste novo helicóptero de transporte e combate anti-superfície / anti-submarino.
O curso consiste em três meses de aulas teóricas seguidas de 36 horas em simulador e 33 horas de voo. Após esse treinamento inicial, os pilotos da marinha juntam-se à base aeronáutica naval de Hyères para se especializar na versão marítima desta aeronave.
O centro de treinamento também tem uma vocação internacional: 47 mecânicos belgas e dois pilotos espanhóis foram bem-vindos em 2014. Outros ainda serão para esses dois países, mas também para o exército sueco, que assinou um contrato por quatro anos, fornecendo 300 800 horas / ano de treinamento em simuladores.

### Centro de Treinamento em Mecânica ALAT
A equipe de mecânicos da ALAT é treinada em duas etapas; eles passam por um primeiro curso de treinamento na Escola de Material, em Bourges, para se qualificarem como mecânico de helicópteros por um período de 6 a 8 meses para os oficiais e oficiais não comissionados, depois treinamento de especialização no equipamento em que trabalharão. Nesse contexto, eles podem obter as qualificações de engenheiros de voo.

### Centro de Voo da Montanha (CVM)
O Centro de Voo de Montanha (CVM), criado em 9 de junho de 1960 e localizado na cidade de Sainte-Léocadie (Pirineus Orientais), foi anexado à base em 1999.

### Centro de Treinamento Franco-Alemão emFaßberg
O Centro de Treinamento Franco-Alemão para pessoal Técnico-Logístico (CFA-PTL), localizado em Faßberg, Alemanha, treina pessoal de manutenção para o helicóptero Tigre. Foi inaugurado em 27 de setembro de 2003.

## Equipamentos
Desde 2008, um contrato de parceria de 22 anos foi assinado com a empresa Hélidax. Na base de Landes, este último fornece 36 aeronaves Colibris, que substituem os antigos Gazelles em que os pilotos foram treinados anteriormente. O principal objetivo dessa substituição é reduzir o custo da hora do voo: o de um Gazelle no valor de 2.300 euros contra 900 euros no custo de um Colibri. Em 22 de maio de 2013, os helicópteros desta empresa excederam 50.000 horas de voo em benefício do EALAT. Além do treinamento inicial, esses helicópteros podem ser destacados para as unidades para permitir que os pilotos realizem “voos de substituição”, ou seja, treinamento simples a um custo menor.
A base escolar "General Lejay" possui todos os modelos de aeronaves em serviço por muitos anos dentro da ALAT: Gazelle, Fennec e Puma.
Em 2013, a EFA Tigre possuía 14 helicópteros de combate Tigre, incluindo nove versões francesas (HAP - Hélicoptère Appui Protection, em português, helicóptero de apoio e proteção) e cinco versões alemãs (KHS -  Kampfhubschrauber, em português, helicóptero de combate) 16.
O CFIA NH90 possui oito versões do NH90, Cayman, a primeira entregue em julho de 2012.